# ゆうぽうと
ゆうぽうとは、かつて東京都品川区西五反田に所在した、ホテルや結婚式場、フィットネスジム、多目的ホールなどを併設した日本郵政保有の複合施設である。1982年4月1日開館、2015年9月30日閉館。

## 概要
簡易保険福祉事業団が設置・運営していた簡易保険加入者向けの福祉施設「東京簡易保険会館」として1982年4月に開設された。東京会館の愛称は、「みんなの出発するところ」というイメージから、港の英訳（port）を付けた「ゆうぽうと」になった。事業団の加入者福祉施設の中で、最大規模の都市型施設であった。
運営の効率化のため、多目的ホール、趣味・教養施設、健康診断施設など福祉性・公共性の強いものは事業団の直営としたが、その他は専門業者に委託した。
「ゆうぽうと」は、2003年4月の日本郵政公社設立の際に旧簡易保険局から切り離されて、日本郵政公社直営となった。2007年10月の郵政民営化に際し、かんぽの宿とともに日本郵政が運営する一般のホテルとして営業を開始し、愛称の「ゆうぽうと」が正式名称となった。多目的ホール「ゆうぽうとホール」を併設し、各種イベント会場としても知られた。
民営化後に地上ホテルを西洋フード・コンパスグループへ、地下フィットネスジムをセントラルフィットネスクラブ五反田へそれぞれ業務委託し、日本郵政職員8人とともに運営したが、2008年12月1日に日本郵政から両社へ運営が完全移管された。
老朽化と赤字のため2015年9月30日に多目的ホール「ゆうぽうとホール」を合わせて一切の営業を終了して閉館した。ゆうぽうとホールの最終公演は『ウエスタンカーニバル』だった。
閉館後は日本郵政不動産によって再開発事業「五反田計画（仮称）」が進められ、建物解体後の跡地に複合商業施設「五反田JPビルディング」が建設された。このビルにも多目的ホールがあり、品川区が区営施設「品川区立五反田産業文化施設」（CITY HALL & GALLERY GOTANDA）として運営している。

## 施設

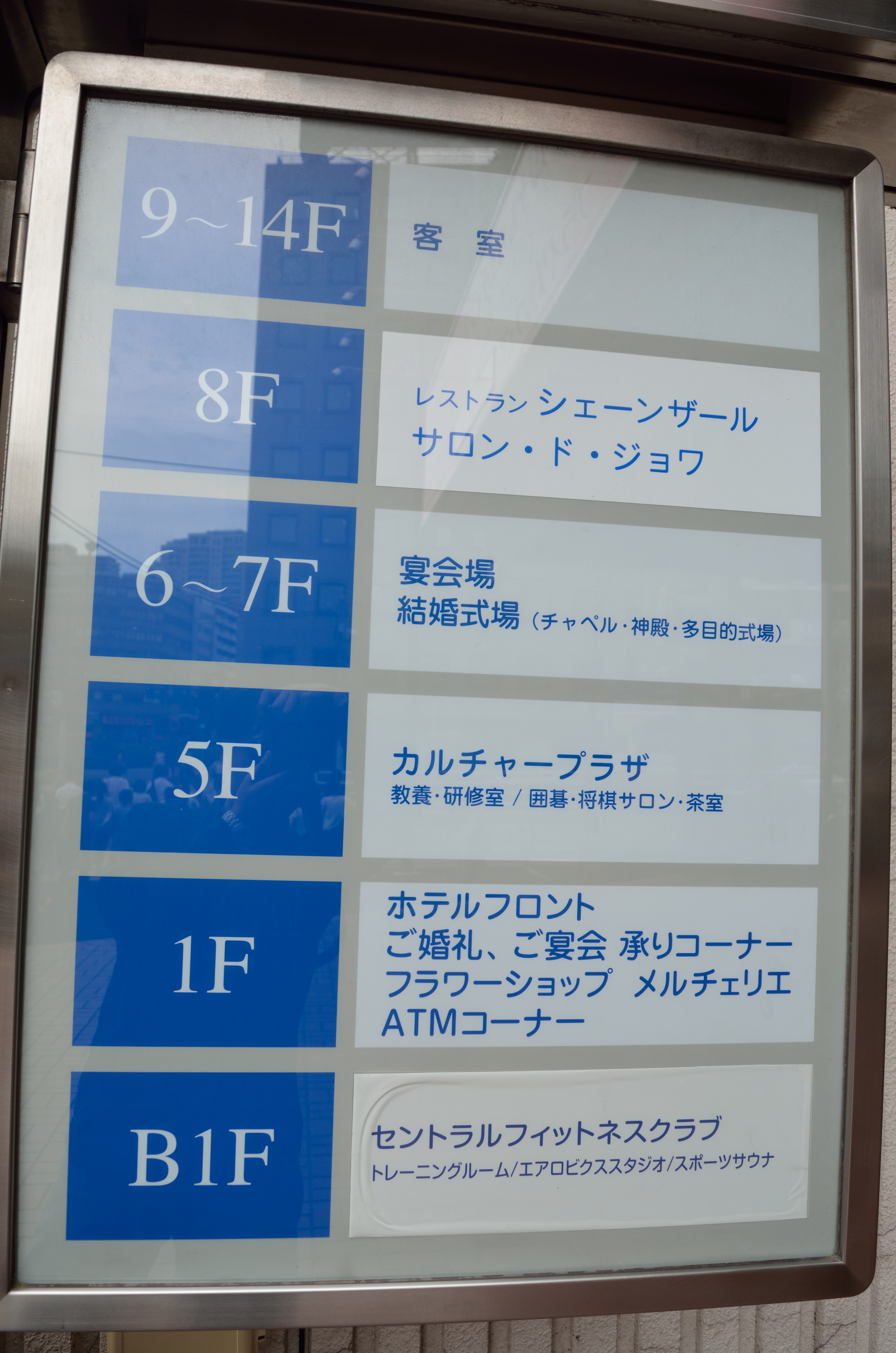
末期（2015年）のフロア構成

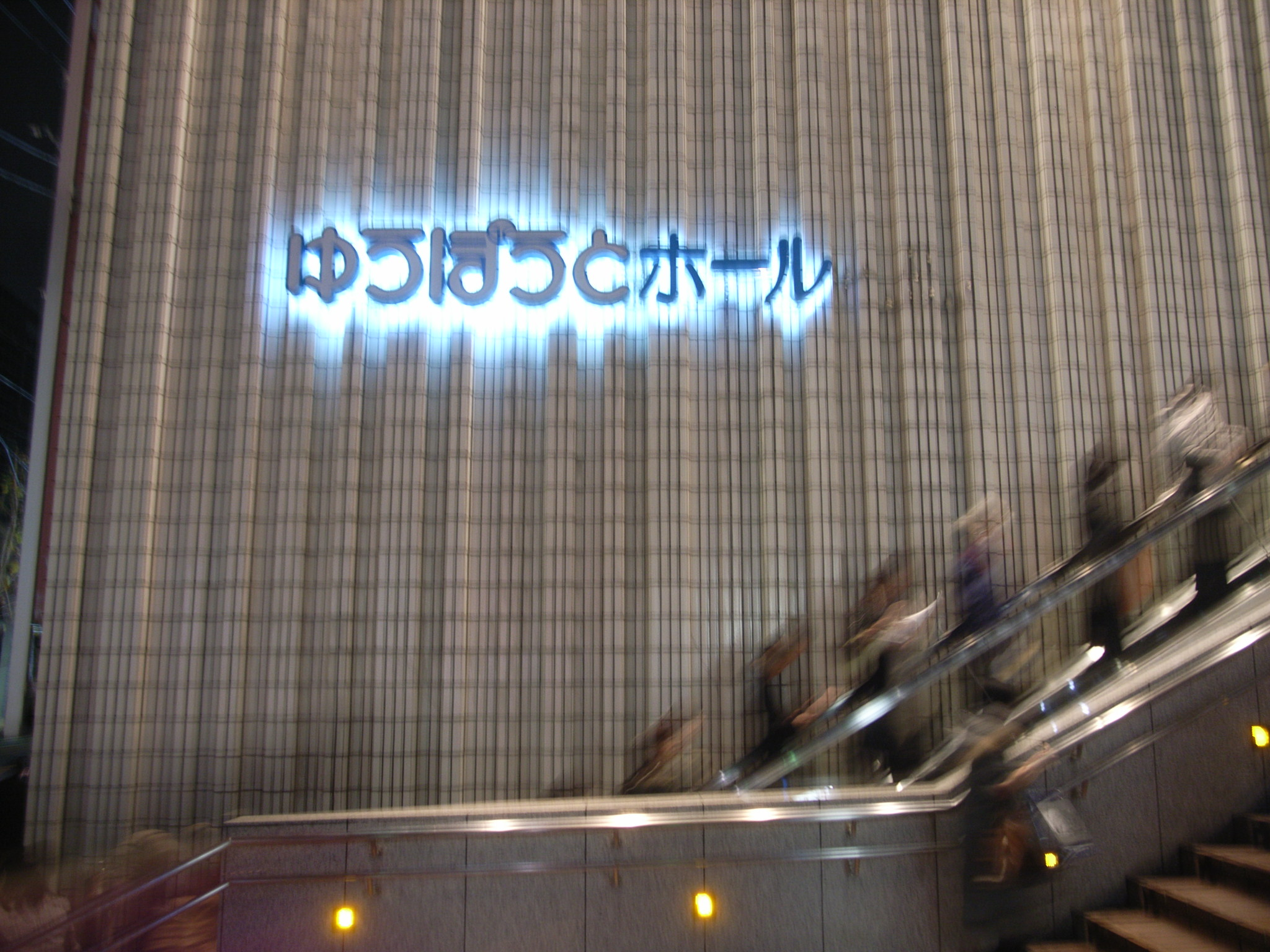
ゆうぽうとホール内部のエスカレーター（2009年2月）

敷地面積は7,102㎡、延床面積は49,897㎡、鉄骨鉄筋コンクリート造14階・地下3階の建物であった。
宿泊施設（客室240室、定員395人）、宴会・会議室（17室）、ホール（定員2,007人）、結婚式場（挙式場、披露宴会場、着付室、美容室、写真室）、レストラン、教室（7室、茶室1室を含む）、カルチャースクール、体育室、フィットネスジム、サウナ、スポーツスクールなどを備えた。
検診センターを併設して人間ドックの受診が可能だったが、民営化を控えた経営の見直しで2007年2月に終了した。
設計にあたっては、利用者とスタッフとの動線分離、防災および避難面での安全性の確保など、総合的な動線計画がポイントとなった。また、多目的ホールを持つ施設であるため、構造計画および遮音について特に配意し、すぐれた音響効果を得るため、可動式の音響反射板、凹凸のタイル壁を設けた。
ゆうぽうとホールは、プロセニアム形2層・客席数1,803席と都内でも大規模な多目的ホールであり、各種音楽イベントやコンサート、楽屋の数や舞台の使い勝手の良さから年間約150回のバレエ公演などが催された。テレビ局主催のイベントとしては、『にっぽんの歌』（夏祭り にっぽんの歌・年忘れ にっぽんの歌、テレビ東京主催）、メガロポリス歌謡祭・日本民謡民舞大賞など、1987年から2014年まで全国童謡歌唱コンクールグランプリ大会（日本童謡協会・テレビ朝日系列24社主催）などで使用され、『にっぽんの歌』は、2009年から2014年まで利用したが、ゆうぽうとホールの閉鎖に伴い放送時間や形態を変更した。全国童謡歌唱コンクールグランプリ大会は15年から自社施設で開催継続中。

## 利用方法
郵政民営化前は簡易保険加入者（契約者、被保険者、受取人）が優先され、利用時はかんぽの宿メンバーズカード、簡易保険証書写しなど簡易保険加入者の証明を求めた。非加入者は1人1泊あたり2,310円が加算された。郵政省や郵政事業庁時代は郵便局で予約も可能だった。
郵政民営化後は加入証明を求めず、宿泊料金は従来の加入者料金相当を維持した。

## 交通
五反田駅からゆうぽうとに通じる通りは地元住民から「ゆうぽうと通り」と呼ばれていた。
- 東急池上線 - 大崎広小路駅から徒歩約1分
- JR山手線・都営地下鉄浅草線・東急池上線 - 五反田駅から徒歩約5分
- JR山手線・JR埼京線・JR湘南新宿ライン・東京臨海高速鉄道りんかい線 - 大崎駅から徒歩約7分
- 首都高速2号目黒線 - 目黒出入口から山手通り経由約15分